# Festival international du film fantastique d'Avoriaz 1980
Le Festival international du film fantastique d'Avoriaz 1980 est le 8e Festival international du film fantastique d'Avoriaz.

## Jury
- Sydney Pollack (président)
- Nicole Avril
- Antoine Blondin
- Claude Brasseur
- Mimsy Farmer
- Léo Ferré
- Lewis Gilbert
- Claude Lelouch
- Raymond Moretti
- Alberto Sordi
- Donald Sutherland
- André Téchiné

## Sélection

### Compétition
- Caniche de Bigas Luna ( Espagne)
- C'était demain (Time After Time) de Nicholas Meyer ( États-Unis)
- Le Chat et le Canari (The Cat and The Canary) de Radley Metzger ( Royaume-Uni)
- Chroniques martiennes (The Martian Chronicles) de Michael Anderson ( États-Unis /  Royaume-Uni)
- Fog (The Fog) de John Carpenter ( États-Unis)
- Kiss contre les fantômes (KISS meets the Phantom of the Park) de Gordon Hessler ( États-Unis)
- Mad Max de George Miller ( Australie)
- Morsures (Nightwing) de Arthur Hiller ( États-Unis)
- Le Silence qui tue (The Silent Scream) de Denny Harris ( États-Unis)
- Soif de sang (Thirst) de Rod Hardy ( Australie)
- Terreur sur la ligne (When a Stranger Calls) de Fred Walton ( États-Unis)

### Hors compétition
- Hulk revient (Bride of the Incredible Hulk) de Kenneth Johnson ( États-Unis)
- Le Seigneur des anneaux (The lord of The Rings) de Ralph Bakshi ( États-Unis)

## Palmarès
- Grand prix : C'était demain (Time After Time) de Nicholas Meyer
- Prix spécial du jury : Terreur sur la ligne (When a Stranger Calls) de Fred Walton et Mad Max de George Miller
- Prix de la critique : Fog de John Carpenter et Terreur sur la ligne (When a Stranger Calls) de Fred Walton
- Antenne d'or : C'était demain (Time After Time) de Nicholas Meyer